# 償還 (神学)
償還（しょうかん、英語: redemption）は「赦すこと」という意味の宗教的概念。
贖罪・あがない・済度・根引き・救済・救いという言い方もある。単語自体には「前に売ったものを買い戻すこと」「負債か担保の元本金の返済」の意味もある。過去の罪や過誤からの放免、破滅・恥辱・不名誉からの（犠牲を通じた）保護を指す。
「償還」の概念は世界の多くの宗教に通底し、インドの複数の宗教、すべてのアブラハムの宗教（特にキリスト教とイスラム教）にある。
- ユダヤ教では、神がイスラエル人を亡命から（エルサレムへ）呼び戻すことを指していた[1]。

- キリスト教の神学用語では、キリスト教徒の、罪からの解放を指す[2]。しかし、この言葉が意味を持つのは、人間の力が無力であるような巨大なシステムを悪が作っている時のみである。人間の力でどうにでもなるような安っぽい苦悩なら「償還」はされない。

- 仏教では　世俗的な欲望（煩悩）からの解放のこと[3]。

- ラスタファリズムの　ボブ・マーリーが死の間際に作り歌った『リデンプション・ソング』という曲がある。

## 仏教
- 上座部仏教は欲望の消滅が救いの前提条件であるとする。上座部仏教の贖いの目標は、永遠の命を保持しながら、生活のあらゆる形態から解放されることである。他の宗派では、償還のための探求に他人の支援を求めるが、上座部仏教では、自分以外の何にも頼ることができないことになっている。

- 他の宗派では「それぞれの仏や菩薩が救い主である」としている。輪廻転生の考え方もあり、阿弥陀仏の名前を唱えること、瞑想などで済度が達成される。

## キリスト教
人間の死亡時・死亡後の償還の問題は、キリスト教会の歴史の中で継続的に議論を生む主要なトピックである。
キリスト教神学では償還は「罪からの救い」を意味する。レオン・モリスは「パウロは、主に、キリストの死を説明するために償還の概念を使用している」とした。
英語の単語「償還」は「弁済」または「買い戻し」を意味し、旧約聖書の奴隷の身代金の話（出エジプト記 21：08）に出てくる。
新約聖書では、「償還」は、「捕われの身または罪から自由への救出」の意味で使用される。「償還」はイエスの贖罪（磔で惨殺されたこと）を通じて達成されるもののメタファーである。 そのため、イエスの死には「（民衆の）身代金を払った」という意味が発生し、罪と死に対するキリスト教徒のしがらみを解放することになっている。
福音派の神学者とプロテスタント宗派は、しかし、オリゲネスの唱えた、「償還の身代金」が神からサタンに支払われたという説を否定している 。

## ユダヤ教
ユダヤ教では、償還（ヘブライ語 ge'ulah）は、神が人々を様々な離散からイスラエルに呼び戻すことを意味する。
ただ、ハシディック哲学では個人的救済も意味する。
ピジョン・ハーベン（英語:Pidyon haben、ヘブライ語：פדיוןהבן）または「長男の償還」はユダヤ教のミツワーであり、ユダヤ人の長子の息子が銀貨によって神から償還された挿話である。

## 関連事項
- 洗礼
- イースター
- 聖金曜日
- 懺悔
- 救い

## 参照
1. ↑  “Reb on the Web”.   Kolel: The Adult Centre for Liberal Jewish Learning. 2010年11月1日閲覧。
2. ↑  Morris, Leon (1962). Redeemer, Redemption, 'The New Bible Dictionary'. Grand Rapids: William B. Eerdmans Publishing Company. pp. 1078–1079
3. ↑  "Redemption." Christian Classics Ethereal Library at Calvin College. July 2, 2009. http://www.ccel.org/s/schaff/encyc/encyc09/htm/iv.vii.lxxxv.htm
4. ↑  Grudem, Wayne (1994). Systematic Theology: An Introduction to Biblical Doctrine. Nottingham: InterVarsity Press. p. 580
5. ↑  Eugene Joseph Cohen Guide to ritual circumcision and redemption of the first-born son Volume 1  - 1984 "The Redemption of the First-Born - A mother's first-born is to be dedicated to the service of God, in accordance with the verse, "Sanctify the first-born who opens the womb."1 This sanctification was the result of an historical event."; Michele Klein A Time to Be Born: Customs and Folklore of Jewish Birth 2000 Page 224  "They have attributed healing properties to the stick.54 REDEMPTION OF THE FIRST-BORN SON A first child has special significance for both parents, and this was as true in biblical times as today, but then only when the child was male";  Mark Washofsky Jewish living: a guide to contemporary reform practice 2001 Page 148 "Redemption of the First-born Son (Pidyon Haben)- In Jewish tradition, the first-born son is to be "redeemed" from God. This originates in the belief that God "acquired" the Israelite first-born by sparing them from makkat bekhorot," ;  Ruth Langer To Worship To Worship God Properly: Tensions Between Liturgical Custom and Halakhah in Judaism (Monographs of the Hebrew Union College Series) 2005 Page 73 "Redemption of the First Born."